# Aeroportul Futaleufu
Aeroportul Futaleufu (IATA: FFU, ICAO: SCFT) este un aeroport din Provincia Palena, Regiunea Los Lagos, Chile ce deservește zona Futaleufú. A fost numit după zona deservită.
Situat la o altitudine de 345 m, aeroportul dispune de o singură pistă.